# Monastère silencieux
Le Monastère silencieux (en russe : Тихая обитель) est un tableau du peintre russe Isaac Levitan (1860-1900) peint en 1890. Il fait partie de la collection de la Galerie Tretiakov. 

## Histoire et description
Le tableau, dont les dimensions sont de 87,5 × 108 cm, fut réalisé peu de temps après le retour de Lévitan de son premier voyage à l'étranger. Il eut beaucoup de succès lors de la 19e exposition des « Ambulants » en 1891. 
Le sujet du tableau rassemble une vue de deux monastères : celui de Savvino-Storojevski de Zvenigorod et celui de Krivoeserski, proche d'Iourievets sur la Volga, où Lévitan partait en villégiature à Ples, petite ville fort appréciée par les peintres,,, Le second monastère qui voit son nom orthographié aussi Krivoozerski,, fut fermé après 1917, et dans les années 1950, il se trouva dans la zone inondable du Réservoir de Gorki.
Deux ans après avoir peint le Monastère silencieux, Levitan reprit à nouveau ce monastère comme sujet, dans l'Appel du soir, qui se trouve également à la galerie Tretiakov.

## Appréciations

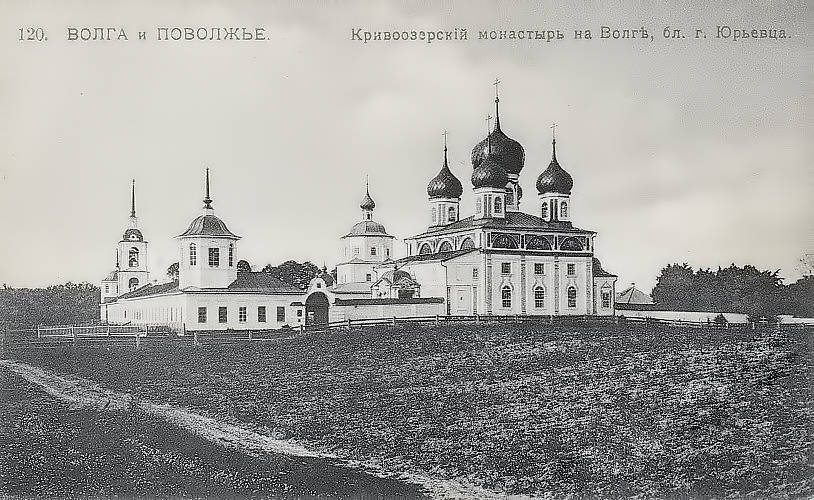
Monastère Krivoezerski près de la Volga près de Iourievets (photo de 1913).

« La première fois que le public eut son attention attirée par l'œuvre de Levitan, ce fut lors de l'exposition des « Ambulants » de 1891. Il avait déjà exposé et même depuis quelques années, mais il ne se distinguait pas encore de nos autres paysagistes et de leur masse de tableaux de grisaille endormie. L'apparition du tableau Le Monastère silencieux provoqua, par contre, une extraordinaire impression de lumière. Il semblait que l'on avait enlevé les volets des fenêtres, que l'on avait ouvert celles-ci toutes grandes et qu'un souffle de vent frais, parfumé envahissait l'air de la salle d'exposition empuanti par les bottes couvertes de graisses. »

— Alexandre Benois.

« À l'époque de mes études à l'École de peinture on parlait déjà de Levitan comme d'un grand talent. […] Mais on lui accorda une attention particulière quand à l'exposition des « Ambulants » apparut Monastère silencieux. Le sujet de la toile était très simple (un matin d'été, le fleuve, des berges boisées, la couleur rose du ciel, au loin les monastères), mais produit une impression de fraîcheur extraordinaire, de pureté, d'intimité. C'est là tout le travail de Levitan. Il a compris comme personne, le charme, la tendresse, la transparence de la nature russe, la fascination de sa mélancolie. »

— Alexandre Golovine, Mémoires.